# Nokia 1600
Nokia 1600 — ультра бюджетный мобильный телефон от Nokia выпущенный в конце 2005. Примечательно, что он изначально был выпущен специально для использования в развивающихся странах. Телефон известен своей долговечностью и устойчивостью к случайным падениям.

## Дополнительные возможности
В Nokia 1600 есть говорящие часы, что стало новинкой, когда телефон был выпущен в 2005 году. Пользователь может использовать говорящие часы по нажатию звездочки (кнопка"*") во время просмотра домашнего экрана.
В телефоне есть простейший калькулятор, который может выполнять только сложение, вычитание, умножение и деление.
Есть 14 предустановленных темы с 14 обоями и фонами меню.
Меню отличается анимированными иконками.

## Игры
Nokia 1600 включает следующие три игры, предустановленные в системе:
- Rapid Roll
- Dice Games
- Adventure Quiz

Игры отличаются от страны к стране:
| Игра\Регион    | Азия | Европа и Африка | Аргентина | США |
| -------------- | ---- | --------------- | --------- | --- |
| Pocket Carrom  | Да   |                 |           |     |
| Soccer League  | Да   | Да              | Да        |     |
| Cricket Cup    | Да   |                 |           |     |
| Snake Xenzia   |      | Да              |           |     |
| Rapid Roll     |      | Да              | Да        | Да  |
| Dice Games     |      |                 | Да        | Да  |
| Adventure Quiz |      |                 |           | Да  |